# Jackie Cain
Jackie Cain, geboren als Jacqueline Ruth Cain (Milwaukie, 22 mei 1928 - Montclair, 15 september 2014), was een Amerikaanse jazzzangeres.

## Carrière
Jackie Cain kwam in 1946 naar Chicago en ontmoette daar de pianist Roy Kral, waarmee ze sindsdien werkte en waarmee ze in 1949 in het huwelijksbootje stapte. In 1948/1949 en opnieuw in 1953 speelden ze in het orkest van Charlie Ventura, waarmee ze opnamen maakten voor GNP. Deze zette bij zijn poging om de bop te populariseren (Bop for the people), haar en Roy Krals stem in als bopzang (in unisono-vorm) in verbinding met het instrumentale gedeelte. Daarna traden ze op als het duo Jackie & Roy. Tijdens de jaren 1960 verwerkten ze popmateriaal van Paul Simon en Donovan. Tijdens de jaren 1970 en 1980 ontstonden een reeks albums bij Concord Records. Roy Kral overleed in 2002 op 80-jarige leeftijd aan de gevolgen van een hartinfarct. Het opvolgende jaar trad ze nog een keer publiekelijk op met de 85ste verjaardag van Marian McPartland.

## Overlijden
Jackie Cain overleed op 15 september 2014 op 86-jarige leeftijd aan de gevolgen van een vier jaar eerder doorstane herseninfarct.

## Discografie
- 1955: Jackie and Ray (Black Lion) met Barney Kessel, Red Mitchell, Shelly Manne
- 1964: Jackie Cain & Roy Kral Quintet: By Jupiter & Girl Crazy (Roulette Records, Fresh Sound Records)
- 1979: Star Sounds (Concord Records) met Joe Beck
- 1980: East of Suez (Concord Records)
- 1982: High Standards (Concord Records)
- 1986: Jackie Cain & Roy Kral Quartet – Bogie (Fantasy Records)

- Bibliothèque nationale de France: cb13892071t (data)
- Gemeinsame Normdatei: 134609263
- International Standard Name Identifier: 0000 0000 6309 2468
- Library of Congress Control Number: n91106517
- MusicBrainz: bb1dffec-7178-4fa1-ba59-18d10c2189e3
- Nederlandse Thesaurus van Auteursnamen: 098147781
- SNAC: w62266d8
- Système universitaire de documentation: 078051762
- Virtual International Authority File: 24786603
- WorldCat: E39PBJth8vVyVRXH6Ht3CCX8G3